# Kaarlo Castrén
Kaarlo Castrén (Turtola, 28 de febrer de 1860 - Hèlsinki, 19 de novembre de 1938) era un advocat i polític finlandès. Pertanyia al Partit Progressista (Kansallinen Edistyspuolue). Castrén va ser primer ministre de Finlàndia des d'abril de 1919 fins a agost de 1919. Abans de ser primer ministre havia estat ministre d'hisenda, de 1918 a 1919.